# キリンクラシックラガー 田尾和俊のねーだろラジオ復刻版
キリンクラシックラガー 田尾和俊のねーだろラジオ復刻版（ - たおかずとしのねーだろらじおふっこくばん）は、西日本放送ラジオ（RNCラジオ）にて2002年4月2日から2003年6月26日まで放送されていたミニ番組。キリンビール香川支社がスポンサー。

## 概要
- 基本的には、熊谷アナが提供コールを含むオープニングと締めを担当、その間は熊谷アナを除く3人の理屈たっぷりのダラダラトークを基本とするが、熊谷アナが絡む部分もある。時間になると話の途中でも、熊谷アナの「(キリンクラシックラガーで)乾杯！」のトークと、グラスで乾杯する音とビールが注がれるSEで締められる。話が途中で切られても、番組がある程度まとめて録音されていた関係上、前回のトークの続きと確実につながる。
- ホームページから、過去4ヶ月分の放送分がダウンロードできた。
- 番組終了後、番組CD15枚（非売品）が製作された。

## 出演者
- 田尾和俊（社牛・麺通団長）
- 天野JACK（麺通団員）
- ゴン（麺通団員）
- 熊谷富由美（西日本放送アナウンサー）

## 放送時間
| 期間                          | 放送時間                |
| ----------------------------- | ----------------------- |
| 2002年4月2日 - 2002年3月27日  | 火・木曜日18:20 - 18:25 |
| 2003年3月31日 - 2003年5月29日 | 火・木曜日18:15 - 18:20 |

## タイトル

### 2002年
- 4月2日:島根のマグロ
- 4月4日:オリンピック
- 4月9日:シロップ
- 4月11日:果物の種
- 4月16日:巨大な米
- 4月18日:エアコン普及率
- 4月23日:使途不明金
- 4月25日:合体してみたら
- 4月30日:和服とスダチ
- 5月2日:天気予報の広告戦略
- 5月7日:ワールドカップ必勝法1
- 5月9日:ワールドカップ必勝法2
- 5月14日:預貯金残高全国4位
- 5月16日:外国人登録者
- 5月21日:画期的創作スポーツ1
- 5月23日:画期的創作スポーツ2
- 5月28日:耳かきスコープ
- 5月30日:道路舗装率第1位
- 6月4日:国連に加盟していない国は
- 6月6日:スイスには秘密基地がある
- 6月11日:タロ芋生産量の意外な事実
- 6月13日:世界の国民所得ランキング
- 6月18日:ビール売り上げアップの秘策
- 6月20日:南太平洋の国ナウルの秘密
- 6月25日:健康にいいタバコの秘密は
- 6月27日:全国民を1ヶ所に集めよう
- 7月2日:夢は自家用クレーンで通勤
- 7月4日:クレーン通勤に必要な資格
- 7月9日:家畜の繁殖には資格が必要
- 7月11日:老後の余暇にも資格が必要
- 7月16日:缶詰を作るのに必要な資格
- 7月18日:船での料理にも資格が必要
- 7月23日:午後の紅茶はゴゴティーよ
- 7月25日:今年の阪神の弱点見つけた
- 7月30日:バナナ輸出と輸入の不思議
- 8月1日:相撲人気低迷を救う秘策1
- 8月6日:相撲人気低迷を救う秘策2
- 8月8日:日本の夏がかかえる大問題
- 8月13日: 夏休み自由研究の秘策1
- 8月15日:夏休み自由研究の秘策2
- 8月20日:風船と魚の墓場は必ずある
- 8月22日:とうもろこし輸入量を分析
- 8月27日:とうもろこし品種名を分析
- 8月29日:水産物の輸出入に秘策あり
- 9月03日:香川のキャラクターを分析
- 9月05日:キャラクター集めてみたい
- 9月10日:うどんのキャラクター提案
- 9月12日:新しい香川県民歌を作ろう
- 9月17日:サンポート活性化への秘策
- 9月19日:サンポート人集めへの秘策
- 9月24日:タロ芋の謎がお便りで解決
- 9月26日:新種の樹木を作ってみたい
- 10月1日:田尾和俊の老後を研究する
- 10月3日:牛肉生度量に秘められた謎
- 10月8日:田尾和俊文庫本に目覚める
- 10月10日:ゲソ天人気で思わぬ波紋が
- 10月15日:キャビアの品種改良に着目
- 10月17日:究極のタラバガニを考える
- 10月22日:理想のカーナビ技術に迫る
- 10月24日:カーナビで探すうどん情報
- 10月29日:ちゃんとした会社の挨拶は
- 10月31日:こだわりナンバープレート
- 11月5日:キリンの社員必携の物とは
- 11月7日:新聞の発行種類ランキング
- 11月12日:新聞の発行部数ランキング
- 11月14日:北欧で新聞を沢山読む理由
- 11月19日:世界の映画館数ランキング
- 11月21日:視聴率1位のテレビ番組は
- 11月26日:テレビ高視聴率ランキング
- 11月28日:変遷する日本語を分析する
- 12月03日:田尾和俊が仙台で見たもの
- 12月05日:日本最北端の町でみたもの
- 12月10日:回転寿司にポーランドの客
- 12月12日:突然キューバに行くことに
- 12月17日:日本人の力ロリー摂取量は
- 12月19日:どんなスポーツしてますか
- 12月24日:世界の食料受給率統計から
- 12月26日:ラジオ受信機の普及率から
- 12月31日:今年のボーナスは何に使う

### 2003年
- 1月2日:ヒツジを未と表記するワケ
- 1月7日:十二支十干を知っているか
- 1月9日:干支別に見る人□分布の謎
- 1月14日:富士宮市が仕掛けたケンカ
- 1月16日:焼きそばがうどんに挑戦状
- 1月21日:世界の文通事故ランキング
- 1月23日:世界の死因ランキングの謎
- 1月28日:女性のスラックスが今人気
- 1月30日:現代の小学生の趣味を調査
- 2月4日:パスポート発行枚数を検証
- 2月6日:豪州ケアンズへの家族旅行
- 2月11日:小豆島素麺は豪州でも人気
- 2月13日:出色ガイド人のネビルさん
- 2月18日:豪州ツチボタルツアーの謎
- 2月20日:熱帯雨林の材で遭遇した人
- 2月25日:快適な海外旅行への心構え
- 2月27日:万里の長城が消滅している
- 3月4日:各国の飲酒可能年齢を検証
- 3月6日:肝臓ゴールド免許を作ろう
- 3月11日:ビールは食事と共に飲もう
- 3月13日:各国一人当りビール消費量
- 3月18日:フランス人よ素直になろう
- 3月20日:キリンこの春の新商品検証
- 3月25日:体に悪い成分は削除しよう
- 3月27日:麒麟の本当の学名はジラフ
- 4月1日:酔わないビールは売れるか
- 4月3日:田尾の声帯にポリープ発見
- 4月8日:全国の地域限定ビール検証
- 4月10日:ビールの起源は新石器時代
- 4月15日:給料の一部をビールで支給
- 4月17日:古代壁画にビール造りの絵
- 4月22日:酒と付き合うポイントとは
- 4月24日:ビールの消費を増やす秘策
- 4月29日:アートフェスティバル募集
- 5月1日:ラガー缶売上前年比170%
- 5月3日:キリン100年前に宣伝カー
- 5月8日:ビール瓶型の新宿品創ろう
- 5月10日:ビールの早飲み記録を検証
- 5月15日:早飲み記録の公式ルールを
- 5月17日:ワイフ運び選手権の景品は
- 5月22日:ビールの正しいお酌マナー
- 5月24日:お酌文化の持つ唯一の効用
- 5月29日:ビール瓶の遮光効果を活用
- 6月3日:ビールを使用した料理紹介
- 6月5日:キリンが焼酎を出しました
- 6月10日:うまちゃんの家族で大儲け
- 6月12日:ビール腹って本当になるの
- 6月17日:チャンポンの語源知ってる
- 6月19日:ビールジョッキの泡で裁判
- 6月24日:世界最大のビール祭り検証
- 6月26日:歴史上の禁酒令を分析する

## コマーシャル
キリンビール香川支社長などが出演する、ローカル製作のCMが番組後に流れていた。

## 蛇足
番組中、田尾氏が「番組中に堂々と（ビールが）飲める」と発言していたが、田尾氏は自ら酒に弱いことも公言していたこともあり、本当に飲んでいたかどうかは不明。